# Scraptia subapicata
Scraptia subapicata là một loài bọ cánh cứng trong họ Scraptiidae. Loài này được Fairmaire miêu tả khoa học năm 1897.